# Otus brookii
El autillo rajá (Otus brookii)) es una especie de ave estrigiforme de la familia Strigidae nativa de Borneo y Sumatra.
El nombre de la especie conmemora a James Brooke, rajá de Sarawak.

## Subespecies
Se reconocen dos subespecies:
- Otus brookii brookii (Sharpe, 1892)	– encontrada en Borneo;
- Otus brookii solokensis (Hartert, 1893)– nativa de Sumatra.